# Крылатые бобы

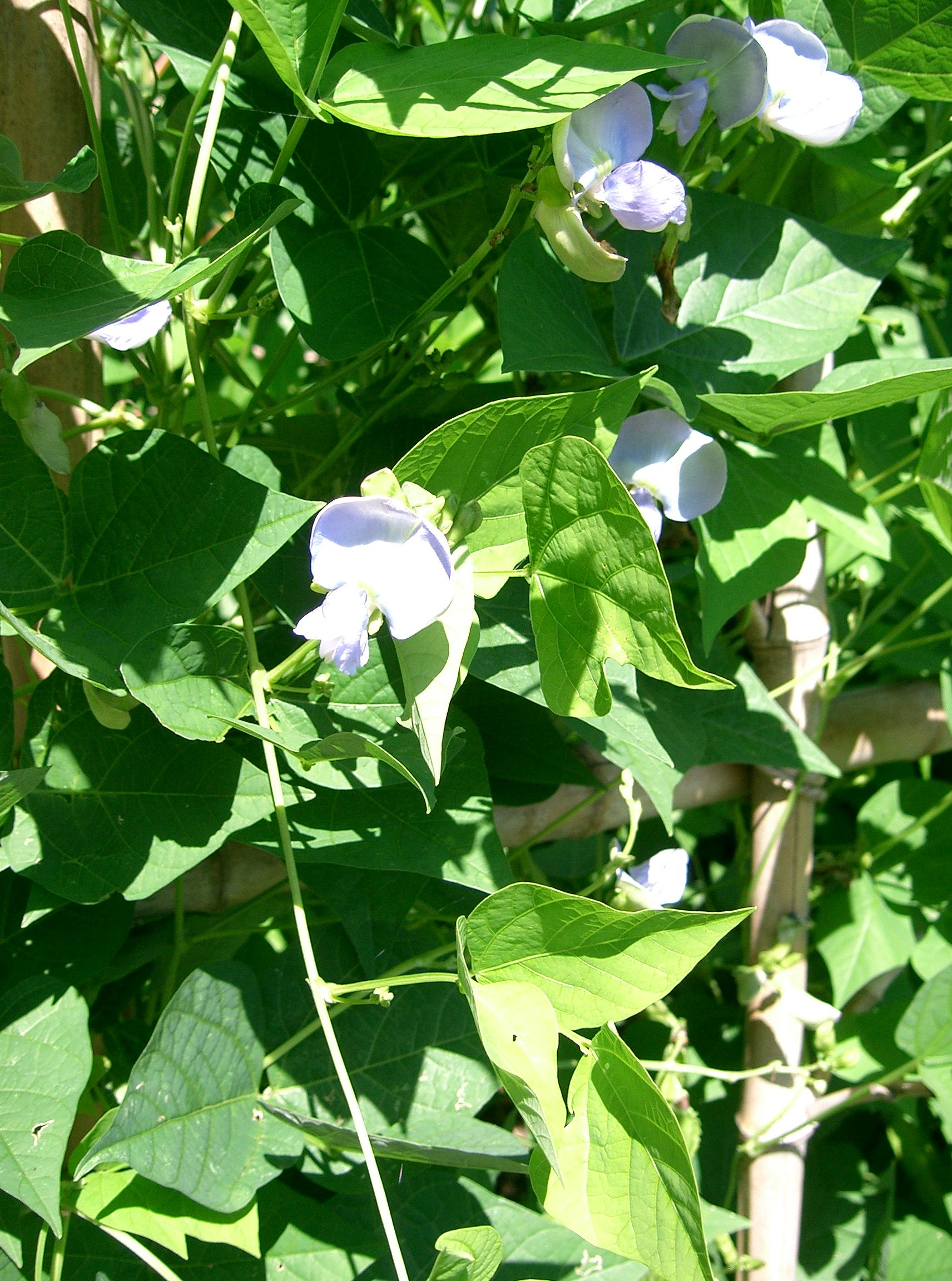
Цветущее растение Psophocarpus tetragonolobus

Крыла́тые бобы́ (лат. Psophocarpus tetragonolobus, англ. winged-bean) — вид растений из рода Псофокарпус (Psophocarpus) семейства Бобовые (Fabaceae). Регион происхождения, предположительно — тропические области Азии или Мадагаскар. В настоящее время культивируется в различных странах с тропическим и субтропическим климатом, является одной из важнейших овощных культур Азии и Восточной Африки.

## Название

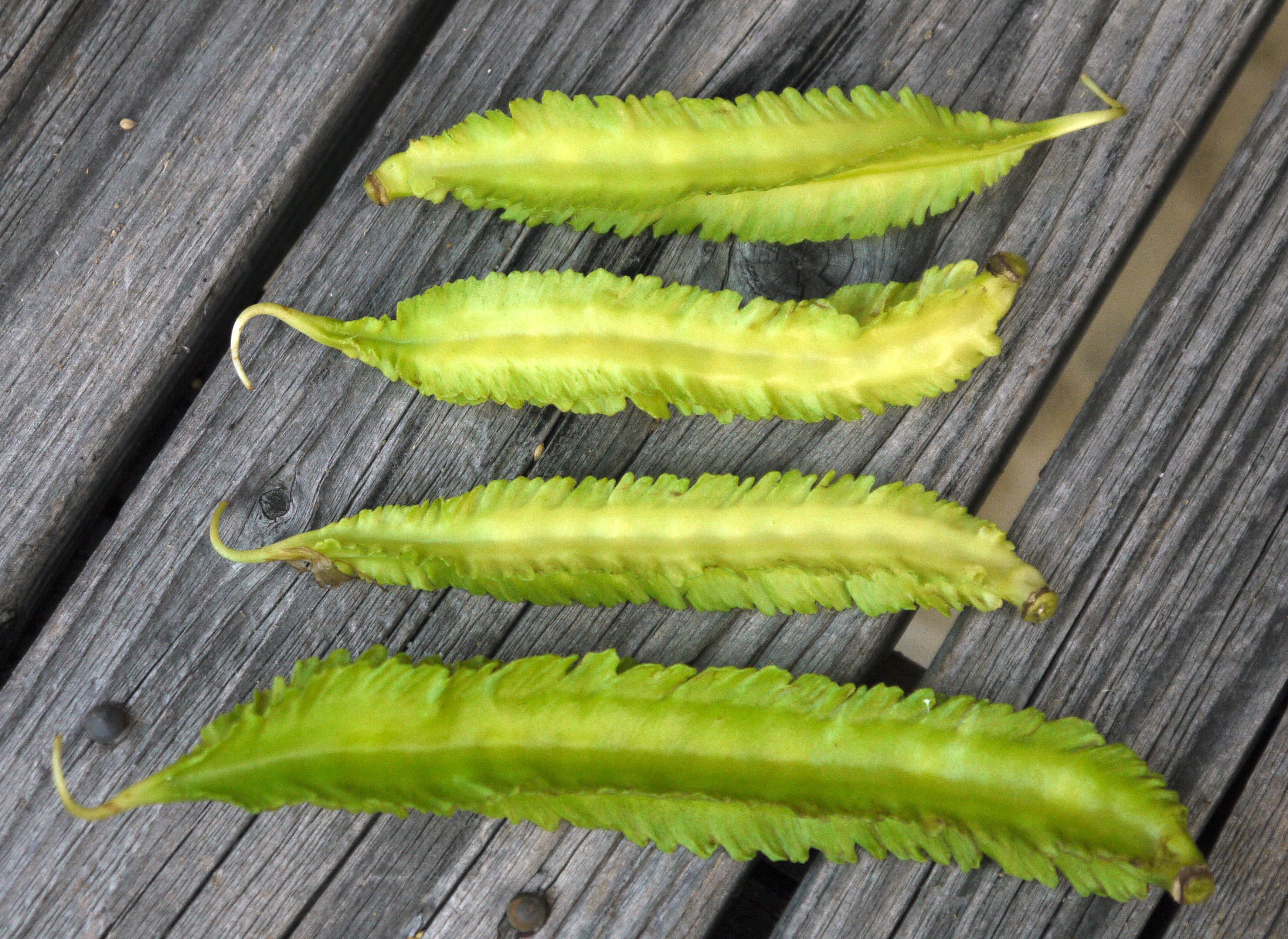
Плоды (бобы) крылатых бобов

Растение известно также под названиями: англ. four-angled bean, Goa bean, Manila bean, princess bean, asparagus-pea, фр. pois carré, малайск. koshang botor, нем. Goabohne, исп. calamismis.

### Синонимы
- Botor tetragonolobus (L.) Kuntze
- Dolichos tetragonolobus L. basionym

## Ботаническое описание
Многолетнее травянистое вьющееся растение с ребристыми побегами, достигающими в длину 5 метров. Образует на корнях веретенообразные клубни. Листья очерёдные, перистосложные, состоят из трёх широкояйцевидных цельнокрайных листочков длиной от 4 до 15 см, с заострённым концом и закруглённым или клиновидным основанием.
Соцветие кистевидное, длиной до 15 см, состоит из 2—15 цветков. Чашечка колокольчатая, венчик голубой, красный, кремовый или светло-фиолетовый, бывает двуцветным.
Плоды — четырёхгранные бобы длиной 10—25 (иногда до 40) сантиметров с четырьмя волнистыми и зубчатыми тонкими крылышками шириной 0,5—1,5 см. Цвет их обычно светло-зелёный, иногда с красными или фиолетовыми пятнышками. Содержит 5—20 округлых семян диаметром 6-10 мм. Цвет семян может быть различным: белые, жёлтые, коричневые, чёрные.

## Значение и применение
Почти все части растения употребляются в пищу: молодые побеги, листья, цветки, клубни, неспелые бобы, семена. Из семян получают масло, используемое в пищу и для производства мыла. Жмых и вегетативные части растения идут на корм скоту.